# 박순서
박순서(?~)는 대한민국의 언론인, 사회 비평 저술가이다.

## 생애
성균관대학교 사회학과를 졸업하고 KBS 기자로 입사하였다. 미국 조지아대학교에서 방문연구원 자격으로 데이터저널리즘을 연구했다.현재 KBS 제작본부 프로덕션 2 시사데스크에서 매주 화요일 밤 10시 KBS 1TV를 통해 방송되는 시사 다큐멘터리 프로그램 '시사기획 창'과 특집 다큐멘터리를 제작하고 있다. 저서로는《공부하는 기계들이 온다 /도서출판 북스톤》와
《빅 데이터, 세상을 이해하는 새로운 방법 /레디셋고》가 있다.

## 경력
대형 구조물 운송 업체의 불법을 고발한 《심야의 무법자》, 한국 사회의 양극화와 기회 불평등 문제를 분석한 《승자독식의 자화상》, KTX 탈선 원인과 코레일의 안전 불감증을 고발한 《자갈 위를 달린 KTX》, 부산 김해공항에 추락한 중국 민항기 추락사고 생존자들의 10년 간의 고통과 트라우마를 다룬 《CA 129, 끝나지 않은 탈출》을 제작했다. 빅데이터 관련 작품으로는 《빅 데이터, 세상을 바꾸다》와 《빅 데이터, 비즈니스를 바꾸다》가 있다. 2015년에는 세월호 참사 1주기를 맞아 한국사회의 변화와 성찰을 촉구한 《세월호 1년, 우리는 달라졌나》, 그리고 다가오는 로봇혁명이 가져올 미래 일자리 감소와 교육 패러다임의 지각변동을 다룬 《로봇혁명, 미래를 바꾸다》를 제작했다. 또 광복 70주년 특집 2부작 '미래 100년, 유라시아를 가다' 《1편, 新실크로드 철도대전》과 《2편, 하나의 대륙, 유라시아를 잡아라》를 제작했다. 2016년에는 한국인들에게‘삶의 자리’로서 참된 집의 의미는 무엇인지를 되돌아본 KBS 시사기획 창 《살(買)것인가, 살(居)것인가》와 최근 급속한 인공지능 발전의 가장 큰 원인인‘딥러닝’이 불러올 예측불허의 지각변동과 사회변화의 방향을 담은 특집 다큐멘터리 '기계와의 대결 2부작 《1편, 차車 인간을 넘다》와 《2편, 대결은 끝나지 않았다》를 제작했다.

## 인간과 재난
2014년 세월호 참사 이후 재난 상황에서 나타나는 인간 심리와 행동을 다룬 《인간과 재난》을 제작했다. 이 프로그램은 대형 재난 시 인간 행동과 피난심리, 탈출 실험 사례 등을 소개했다. 이 프로그램은 대형 재난이나 위기 앞에서 인간의 탈출을 돕지 못하는 대피 및 구조 매뉴얼은 무용지물이나 다름없다고 주장했다. 인간의 복잡하고 예측 불가능한 인지과정과 의사결정, 피난 행동에 대한 과학적인 이해와 접근을 바탕으로 대한민국의 재난대응 시스템을 전면적으로 재검토, 재설계해야 한다는 내용을 담고 있다.

## 수상
‘한국기자상’ , ‘한국방송기자상’ ‘삼성언론상’, ‘이달의 기자상’, ‘이달의 방송기자상’, ‘KBS 우수 프로그램상’ 등을 수상했다.